# Volta a Bèlgica 2016
La Volta a Bèlgica 2016, 86a edició de la Volta a Bèlgica, es disputà entre el 25 i el 29 de maig de 2016 sobre un recorregut de 764,8 km repartits entre quatre etapes i un pròleg inicial. La cursa formava part del calendari de l'UCI Europa Tour 2016, amb una categoria 2.HC.
El vencedor final fou el belga Dries Devenyns (IAM Cycling), que aconseguí el liderat en la segona etapa i el va mantenir fins al final. Completaren el podi el suís Reto Hollenstein (IAM Cycling) i el belga Stijn Vandenbergh (Etixx-Quick Step). La cursa quedà marcada per una greu caiguda en la quarta etapa, quan en el descens d'una cota dues motos que volien avançar el gran grup van perdre el control i caigueren, impactant contra una vintena de ciclistes. El més afectat per la caiguda va ser el jove belga Stig Broeckx (Lotto Soudal), en coma per un fort traumatisme cranial i hemorràgies cerebrals, del qual va ser operat pocs dies després.
En les classificacions secundàries Baptiste Planckaert (Wallonie Bruxelles-Group Protect) guanyà la dels punts, Amaury Capiot (Topsport Vlaanderen-Baloise) la de la combativitat i l'IAM Cycling fou el millor equip.

## Equips
L'organització convidà a prendre part en la cursa a vuit equips World Tour, vuit equips continentals professionals i sis equips continentals:
- equips World Tour: Astana Qazaqstan Team, Cannondale, Etixx-Quick Step, Team Giant-Alpecin, IAM Cycling, Team Katusha, Lotto Soudal, Trek-Segafredo
- equips continentals professionals: Androni Giocattoli-Sidermec, Bora-Argon 18, Cofidis, Direct Énergie, Fortuneo-Vital Concept, Roompot Oranje Peloton, Topsport Vlaanderen-Baloise, Wanty-Groupe Gobert
- equips continentals: 3M, Cibel-Cebon, Crelan-Vastgoedservice, Telenet-Fidea, Verandas Willems, Wallonie Bruxelles-Group Protect

## Etapes
| Etapa    | Data       | Ciutats d'etapa           | type              | Distància (km) | Vencedor de l'etapa | Líder de la general |
| -------- | ---------- | ------------------------- | ----------------- | -------------- | ------------------- | ------------------- |
| Pròleg   | 25 de maig | Beveren – Beveren         | pròleg            | 6              | Wout van Aert       | Wout van Aert       |
| 1a etapa | 26 de maig | Buggenhout – Knokke-Heist | etapa plana       | 177,3          | Edward Theuns       | Wout van Aert       |
| 2a etapa | 27 de maig | Knokke-Heist – Herzele    | etapa accidentada | 200,4          | Dries Devenyns      | Dries Devenyns      |
| 3a etapa | 28 de maig | Verviers – Verviers       | etapa accidentada | 206,9          | etapa cancel·lada   | Dries Devenyns      |
| 4a etapa | 29 de maig | Tremelo – Tongeren        | etapa plana       | 174,2          | Zico Waeytens       | Dries Devenyns      |

## Classificació final
|    | Ciclista                   | Equip                            | Temps       |
| -- | -------------------------- | -------------------------------- | ----------- |
| 1  | Dries Devenyns (BEL)       | IAM Cycling                      | 12h 27' 30" |
| 2  | Reto Hollenstein (SUI)     | IAM Cycling                      | + 4"        |
| 3  | Stijn Vandenbergh (BEL)    | Etixx-Quick Step                 | + 4"        |
| 4  | Sergey Chernetskiy (RUS)   | Team Katusha                     | + 16"       |
| 5  | Baptiste Planckaert (BEL)  | Wallonie Bruxelles-Group Protect | + 18"       |
| 6  | Enrico Gasparotto (ITA)    | Wanty-Groupe Gobert              | + 20"       |
| 7  | Pieter Vanspeybrouck (BEL) | Topsport Vlaanderen-Baloise      | + 23"       |
| 8  | Wout Van Aert (BEL)        | Crelan-Vastgoedservice           | + 39"       |
| 9  | Yves Lampaert (BEL)        | Etixx-Quick Step                 | + 43"       |
| 10 | Niki Terpstra (NED)        | Etixx-Quick Step                 | + 43"       |

## Evolució de les classificacions
| Etapa | Vencedor       | Classificació general Algemeen klassement | Classificació per punts Puntenklassement | Classificació de la combativitat Prijs van de strijdlust | Classificació per equips Ploegenklassement |
| ----- | -------------- | ----------------------------------------- | ---------------------------------------- | -------------------------------------------------------- | ------------------------------------------ |
| P     | Wout Van Aert  | Wout Van Aert                             | Wout Van Aert                            | no entregat                                              | Etixx-Quick Step                           |
| 1     | Edward Theuns  | Wout Van Aert                             | Edward Theuns                            | Ludwig De Winter                                         | Etixx-Quick Step                           |
| 2     | Dries Devenyns | Dries Devenyns                            | Baptiste Planckaert                      | Amaury Capiot                                            | IAM Cycling                                |
| 3     | anul·lada      | Dries Devenyns                            | Baptiste Planckaert                      | Amaury Capiot                                            | IAM Cycling                                |
| 4     | Zico Waeytens  | Dries Devenyns                            | Baptiste Planckaert                      | Amaury Capiot                                            | IAM Cycling                                |
| Final | Final          | Dries Devenyns                            | Baptiste Planckaert                      | Amaury Capiot                                            | IAM Cycling                                |